# Jacob Cornelissen de Weynsbroeck
Jacob Nepomucenus Cornelissen de Weynsbroeck (Antwerpen, 7 augustus 1757 - Parijs, 1813) was burgemeester van Antwerpen.

## Levensloop
Jacob Cornelissen was een zoon van Jan-Baptist Cornelissen (1703-1792) die in 1733 door keizer Karel VI in de adel werd opgenomen. Hij trouwde met Jeanne-Barbe Osy en in tweede huwelijk met Isabelle Martini. Jacob sproot voort uit het tweede huwelijk en trouwde met Anne du Bois.
In 1810 werd hij opgenomen in de empireadel met de titel van graaf. Dit gebeurde naar aanleiding van de grootse ontvangst die in 1810 in Antwerpen werd gehouden voor Napoleon I en zijn nieuwe keizerin, Marie-Louise van Oostenrijk. Hij werd ook kamerheer van de keizer.
In 1811 volgde hij Jan Steven Werbrouck op als burgemeester van Antwerpen. Zijn ambtstermijn was maar kort, want hij overleed onverwacht tijdens een bezoek aan Parijs.
Zijn kleinzoon Jacques Cornelissen (1806-1868) werd in 1843 in de Belgische adel opgenomen met de titel graaf, overdraagbaar bij eerstgeboorte. Uit zijn twee huwelijken had deze echter maar één zoon, graaf Charles Cornelissen (1841-1912), die kinderloos overleed, waarmee de familietak uitdoofde.